# Veľké Biele pleso
Veľké Biele pleso resp. Kežmarské Biele pleso nebo jen Biele pleso je morénové jezero v Dolině Bielych plies ve Vysokých Tatrách na Slovensku. Má rozlohu 0,9670 ha a je 195 m dlouhé a 70 m široké. Dosahuje maximální hloubky 0,8 m. Leží v nadmořské výšce 1615 m.

## Okolí
Na většině pobřeží roste kosodřevina na severu jsou částečně louky. U plesa stávala do roku 1974, kdy vyhořela, Kežmarská chata. Jihozápadně se pozvolna zvedá hřeben Žeruchové kopy. Ve vzdálenosti 200 m na jih se nachází Trojrohé pleso.

## Vodní režim
Pleso má povrchový přítok z Nižné Žeruchové kotlinky a odtéká z něj Biely potok, který je zdrojnicí Kežmarské Biele vody. Rozměry jezera v průběhu času zachycuje tabulka:
| Rok     | Měření prováděl   | Rozloha ha | Délka m | Šířka m | Hloubka max.m | Objem m³ |
| ------- | ----------------- | ---------- | ------- | ------- | ------------- | -------- |
| 1932    | Józef Szaflarski  | 1,056      | 227     | 82      | 1,0           | [ 2 ]    |
| 1961–66 | pracovníci TANAPu | 0,950      | 195     | 70      | 1,0           | [ 2 ]    |
| 2005    | Gregor, Pacl      | 0,9670     | [ 2 ]   | [ 2 ]   | 0,8           | 4278     |

## Přístup
Přístup je možný pěšky po tatranské magistrále, případně po zelené nebo modré značce.
- – od Chaty pri Zelenom plese trvá výstup 35 minut.
- – od Kopského sedla trvá sestup 30 minut.
- – z Tatranských Matliar trvá výstup 2 hodiny a 50 minut.
- – od chaty Plesnivec trvá výstup 1 hodinu a 35 minut.